# Jerry Hsu
Pour les articles homonymes, voir Hsu.
Jerry Hsu est un skateboarder professionnel américain né le 17 décembre 1981 à San Jose en Californie. Il est goofy.

## Biographie
Son surnom est "Asian Elvis" (l'Elvis asiatique). Jerry Hsu contribua au monde du skateboard avec des films comme "Enjoi bag of suck" qui lui vaudra un award pour la meilleure partie de vidéo par Transworld magazine, plus un choix des lecteurs.
Hsu fit des photos pour Vice magazine. Il est même un personnage jouable dans le jeu skate de Electronics Arts.